# توماس لوثر
توماس لوثر (بالألمانية: Thomas Luther)‏ (و. 1969  م) هو لاعب شطرنج، ومؤلف من ألمانيا، وألمانيا الشرقية، ولد في إرفورت.

## التعليم
تعلم في جامعة هاغن.

## روابط خارجية
- توماس لوثر على موقع الاتحاد الدولي للشطرنج (الإنجليزية)
- توماس لوثر على موقع مباريات الشطرنج (الإنجليزية)
- توماس لوثر على موقع 365Chess.com (الإنجليزية)
- توماس لوثر على موقع Chesstempo.com (الإنجليزية)
- توماس لوثر سجل أولمبياد الشطرنج على موقع OlimpBase.org (الإنجليزية)